# Acanthosomatidae
Acanthosomatidae é uma família de hemípteros que medem em média cerca de 5 a 10 mm de comprimento, as espécies neotropicais têm coloração predominantemente verde ou castanha. No mundo, abrage cerca de 200 espécies e mais de 50 gêneros. Inclui três subfamílias: Acanthosomatinae, Blaudinae e Ditomotarsinae. A distribuição é predominantemente austral, incluindo sul da África e da Argentina, Chile e Austrália; apenas a subfamília Acanthosomatinae tem espécies com distribuição nas regiões Neártica e Paleártica.